# Guido Martina
Guido Martina (* 9. Februar 1906 in Carmagnola, Provinz Turin; † 6. Mai 1991 in Rom) war ein italienischer Comicautor.

## Leben und Werk
Nach einem Studium der Literatur und Philosophie nahm Martina zunächst eine Lehrtätigkeit auf. Danach zog er für fünf Jahre nach Paris, wo er Drehbücher für Dokumentationen schrieb, bei denen er selbst Regie führte. Nachdem Martina nach Italien zurückgekehrt war, begann er im Jahr 1938 damit, für die Zeitschrift Topolino englischsprachige Texte ins Italienische zu übersetzen. Danach betreute Martina das satirische Magazin Fra' Diavolo und hatte seine eigene Radiosendung. Nach dem Zweiten Weltkrieg wandte er sich erneut Topolino zu und schrieb, nachdem er erst wieder übersetzend tätig war, eigene Szenarios. Im Jahr 1949 schuf Martina die Comicserie Pecos Bill, die unter anderem von Raffaele Paparella und Dino Battaglia gezeichnet wurde. Weniger erfolgreich als Pecos Bill war die Serie Oklahoma, die drei Jahre später anlief. Im Laufe seines Lebens erstellte Martina über 1000 Comicszenarios.
Auf Deutsch sind von Martina zahlreiche Disney-Comics veröffentlicht worden.